# Bulbophyllum rhopalophorum
Bulbophyllum rhopalophorum là một loài phong lan thuộc chi Bulbophyllum.